# Armadillidae

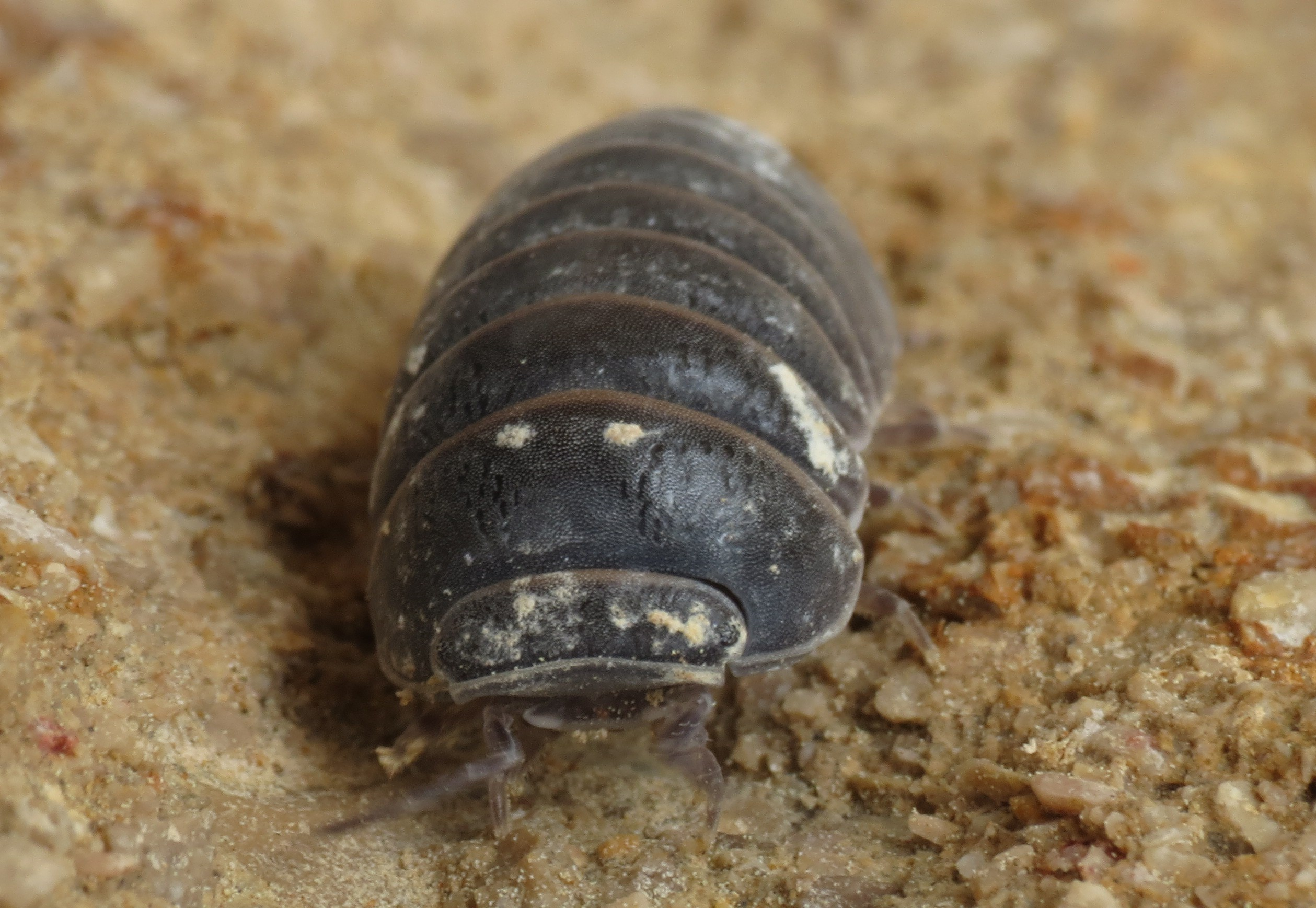
Armadillo officinalis, Tây Ban Nha

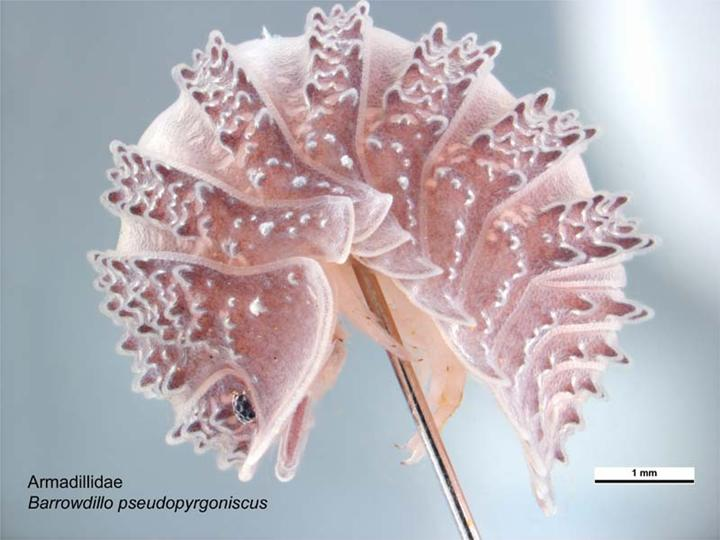
Barrowdillo pseudopyrgoniscus, đảo Barrow, Úc

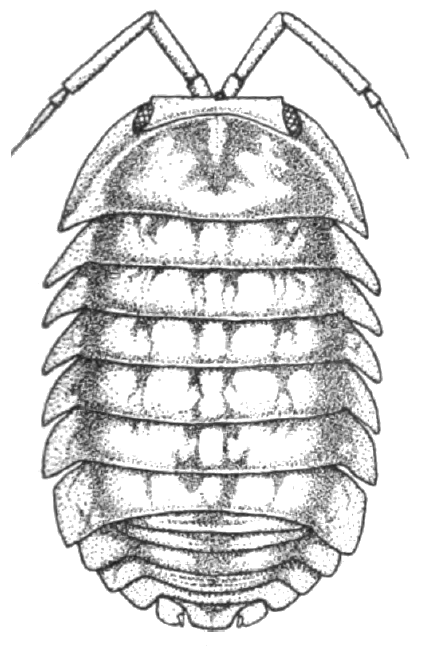
Cubaris insularis, Java, Indonesia

Armadillidae là một họ Oniscidea, gồm chừng 80 chi, 700 loài. Đây là họ lớn nhất trong phân bộ Oniscidea, và là một họ đông số loài bậc nhất toàn lớp Isopoda. Armadillidae nói chung có cơ thể cong lồi. Giống Armadillidiidae, Armadillidae spp. có thể cuộn mình thành một "trái bóng". Một điểm khác biệt giữa Armadillidae và Armadillidiidae là khi cuộn mình, râu của Armadillidae spp. không ló ra ngoài.
Armadillidae spp. sống trong một loạt môi trường, từ rừng cây, xavan đến hoang mạc. Armadillidae spp. là những loài bản địa châu Phi hạ Sahara, châu Á, Úc, vùng Tân Nhiệt đới, và khu vực Địa Trung Hải. Vài loài sống ở phần Bắc Mỹ phía bắc México, một số khác được lan rộng ra nhiều nơi.
Họ Armadillidae do nhà tự nhiên học Đức Johann Friedrich von Brandt đặt ra 1831. Chi đầu tiên được mô tả mà nay nằm trong Armadillidae là Armadillo, do nhà động vật học Pháp André Marie Constant Duméril mô tả năm 1816. Nhà động vật học Đức Karl Wilhelm Verhoeff góp công mô tả gần 1/4 số chi (17 trên 80 chi) trong họ Armadillidae.

## Chi
- Acanthodillo Verhoeff, 1926
- Acanthoniscus Kinahan, 1859
- Aethiopodillo Verhoeff, 1942
- Akermania Collinge, 1919
- Anchicubaris Collinge, 1920
- Annobodillo Schmalfuss & Ferrara, 1983
- Anthrodillo Verhoeff, 1946
- Armadillo Duméril, 1816
- Aulacodillo Verhoeff, 1942
- Australiodillo Verhoeff, 1926
- Barnardillo Arcangeli, 1934
- Barrowdillo Dalens, 1993
- Bethalus Budde-Lund, 1909
- Buddelundia Michaelsen, 1912
- Calendillo Dalens, 1993
- Calmanesia Collinge, 1922
- Chelomadillo Herold, 1931
- Coronadillo Vandel, 1977
- Cosmeodillo Vandel, 1972
- Cristarmadillo Arcangeli, 1950
- Ctenorillo Verhoeff, 1942
- Cubaris Brandt, 1833
- Cubaroides Vandel, 1973
- Cuckoldillo Lewis, 1998
- Diploexochus Brandt, 1833
- Dryadillo Taiti, Ferrara & Kwon, 1992
- Echinodillo Jackson, 1935
- Emydodillo Verhoeff, 1926
- Ethelumoris Richardson, 1907
- Feadillo Schmalfuss & Ferrara, 1983
- Filippinodillo Schmalfuss, 1987
- Formosillo Verhoeff, 1928
- Gabunillo Schmalfuss & Ferrara, 1983
- Globarmadillo Richardson, 1910
- Glomerulus Budde-Lund, 1904
- Hawaiodillo Verhoeff, 1926
- Hybodillo Herold, 1931
- Kimberleydillo Dalens, 1993
- Laureola Barnard, 1960
- Leucodillo Vandel, 1973
- Lobodillo Herold, 1931
- Merulana Budde-Lund, 1913
- Merulanella Verhoeff, 1926
- Mesodillo Verhoeff, 1926
- Myrmecodillo Arcangeli, 1934
- Nataldillo Verhoeff, 1942
- Neodillo Dalens, 1990
- Nesodillo Verhoeff, 1926
- Ochetodillo Verhoeff, 1926
- Orodillo Verhoeff, 1926
- Orthodillo Vandel, 1973
- Pachydillo Arcangeli, 1934
- Papuadillo Vandel, 1973
- Parakermania Vandel, 1973
- Paraxenodillo Schmalfuss & Ferrara, 1983
- Pericephalus Budde-Lund, 1909
- Polyacanthus Budde-Lund, 1909
- Pseudodiploexochus Arcangeli, 1934
- Pseudolaureola Kwon, Ferrara & Taiti, 1992
- Pseudolobodillo Schmalfuss & Ferrara, 1983
- Pyrgoniscus Kinahan, 1859
- Reductoniscus Kesselyak, 1930
- Rhodesillo Ferrara & Taiti, 1978
- Schismadillo Verhoeff, 1926
- Sinodillo Kwon & Taiti, 1993
- Sphaerillodillo Arcangeli, 1934
- Sphaerilloides Vandel, 1977
- Sphenodillo Lewis, 1998
- Spherillo Dana, 1853
- Stigmops Lillemets & Wilson, 2002
- Sumatrillo Herold, 1931
- Synarmadillo Dollfus, 1892
- Togarmadillo Schmalfuss & Ferrara, 1983
- Tongadillo Dalens, 1988
- Triadillo Vandel, 1973
- Tridentodillo Jackson, 1933
- Troglarmadillo Arcangeli, 1957
- Troglodillo Jackson, 1937
- Tuberillo Schultz, 1982
- Venezillo Verhoeff, 1928